# Kbus
Kbus es el servicio de transporte colectivo urbano que recorre el municipio de Baracaldo, Vizcaya, España; desde el 16 de abril de 2011.
En principio bajo ese nombre solo iba a operar una sola línea provisional, a la espera de la implantación del futuro Tranvía de Baracaldo cuando se suprimiría la línea; a pesar de que tanto este autobús como el futuro tranvía no dé servicio a todas las zonas del municipio.
El servicio lo realiza una UTE compuesta por las empresas Euskotren, ADNOR y Transitia.
Debido a su «alto» uso se decidió ampliar la primera línea hasta el nuevo ensanche de la ciudad llamado Urban-Galindo en julio de 2014, ampliación ya anunciada años antes. Además, se implantó una nueva línea que sustituyó a la que tenía Bizkaibus para acceder al barrio de El Regato. Todo ello a partir del mes de noviembre de 2014 aunque durante 2 meses estuvieron coincidiendo las dos compañías realizando similar trayecto.

## Líneas

### Línea 1

#### Paradas
| - Línea Desierto-Lutxana (ida) - Altos Hornos 27 - La Fandería - Murrieta 33 - Polideportivo Lasesarre Kiroldegia - Bagatza 3 - Beurko (Av. Miranda) - San Eloy (Av. Miranda) - San Vicente (Plaza Anteiglesia) - San Bartolomé 1 - San Bartolomé 13 - Zuazo - Resurreción María de Azkue 33 - Resurrección María de Azkue (BEC) - Ansio - Retuerto (Av. Euskadi) - San Ignacio (Vicente Aleixandre) - Anaitasuna - La Paz 27 - La Paz 14 - Ospitalea/Hospital (Horacio Etxebarrieta) - Cirilo Sagastagoitia - Orconera (Andikollano) - Andikollano 2 | - Línea Lutxana-Desierto (vuelta) - Andikollano 2 - Andikollano 32 - Bolera (Balejo) - Ospitalea/Hospital (Balejo) - La Paz 21 - Anaitasuna - Retuerto (Av. Euskadi) - Ansio - Resurección María de Azkue 12 - Resurección María de Azkue 34 - Zuazo - Zuloko - Gernikako Arbola 73 - San Vicente (Gernikako Arbola 41) - San Eloy (Av. Miranda) - Santa Teresa (Av. La Libertad) - Polideportivo Lasesarre Kiroldegia - Murrieta 31 - Manolo Travieso - Altos Hornos 27 |

Sin embargo, finalmente, y a pocos días de la inauguración, se cambiaron algunas paradas sin especificar el motivo aunque manteniendo el mismo recorrido:
| - Línea Lasesarre-Lutxana (ida) - Murrieta 2 - Polideportivo Lasesarre Kiroldegia - Bagatza 3 - Beurko (Avenida Miranda Et.) - San Eloy (Avenida Miranda Et.) - San Bartolomé 1 - San Bartolomé 13 - Zuazo - Resurrección María de Azkue 33 - Resurrección María de Azkue (BEC) - Ansio - Retuerto (Avenida de Euskadi Et.) - San Ignacio 27 (Vicente Aleixandre) - Anaitasuna - La Paz 27 - La Paz 14 - Ospitalea/Hospital (Horacio Etxebarrieta) - Cirilo Sagastagoitia - Orkonera (Andikollano) - Andikollano 2 | - Línea Lutxana-Lasesarre (vuelta) - Andikollano 2 - Andikollano 32 - Bolera (Balejo) - Ospitalea/Hospital (Balejo) - La Paz 21 - Anaitasuna - Retuerto (Av. Euskadi Et.) - Ansio - Resurección María de Azkue 12 - Resurección María de Azkue 34 - Zuazo - Zuloko - Gernikako Arbola 73 - San Vicente (Gernikako Arbola 41) - San Eloy (Av. Miranda Et.) - Santa Teresa (Avenida La Libertad Et.) - Polideportivo Lasesarre Kiroldegia - Murrieta 2 |

Paradas desde julio de 2014

Con la ampliaron hasta Urban-Galindo en julio de 2014, estas son las paradas establecidas (solo cambia las primeras/últimas paradas al entrar en dicho barrio):
| - Línea 1: Desierto-Lutxana (ida) - Altos Hornos 27 - La Fandería - Murrieta 33 - Polideportivo Lasesarre Kiroldegia - Bagatza 3 - Beurko (Avenida Miranda Et.) - San Eloy (Avenida Miranda Et.) - San Bartolomé 1 - San Bartolomé 13 - Zuazo - Resurrección María de Azkue 33 - Resurrección María de Azkue (BEC) - Ansio - Retuerto (Avenida de Euskadi Et.) - San Ignacio 27 (Vicente Aleixandre) - Anaitasuna - La Paz 27 - La Paz 14 - Ospitalea/Hospital (Horacio Etxebarrieta) - Cirilo Sagastagoitia - Orkonera (Andikollano) - Andikollano 2 | - Línea Lutxana-Desierto (vuelta) - Andikollano 2 - Andikollano 32 - Bolera (Balejo) - Ospitalea/Hospital (Balejo) - La Paz 21 - Anaitasuna - Retuerto (Av. Euskadi Et.) - Ansio (Conexión con L2) - Resurección María de Azkue 12 - Resurección María de Azkue 34 - Zuazo - Zuloko - Gernikako Arbola 73 - San Vicente (Gernikako Arbola 41) - San Eloy (Av. Miranda Et.) - Santa Teresa (Avenida La Libertad Et.) - Polideportivo Lasesarre Kiroldegia - Murrieta 31 (Policía local) - Manolo Travieso (campo de fútbol de Lasesarre) - Altos Hornos 27 |

Como se puede comprobar, el principio y final de la línea 1 no está en Murrieta, sino en la avenida de Altos Hornos 27. Además, se añadieron otras dos paradas a la ida y a la vuelta: La Fandería 2 y Murrieta 33 en el itinerario Urban-Lutxana y Murrieta 31 y Manolo Travieso en el itinerario inverso.

### Línea 2 El Regato-Lasesarre

#### Paradas
Al hacerse cargo el Ayuntamiento de Baracaldo de la línea, este mantuvo las paradas que tenía la antigua línea de Bizkaibus. Estas son las paradas:
| - Línea 2: El Regato-Lasesarre (ida) - Urkullu - Anbia 3 (Iglesia) - Anbia 10 - Olarte (Colegio El Regato Ikastetxea) - Ureta 29 - Ureta 8 - Polideportivo de Gorostiza Kiroldegia - Ametzaga - Retuerto (Av. Euskadi Et.) (conexión con Kbus-Línea1) - Ansio (Conexión con Metro de Bilbao-L-2 y Kbus-Línea1) - La Florida 7 - Los Fueros (Bide Onera) (Conexión con Metro de Bilbao-L-2) - Murrieta (Geltokia/Estación) (Conexión con Renfe Cercanías Bilbao-Líneas C-1 y C-2) | - Línea 2: El Regato-Lasesarre (vuelta) - Murrieta (Geltokia/Estación) (Conexión con Renfe Cercanías Bilbao-Líneas C-1 y C-2) - Herriko Plaza - Juntas Generales 32 - Landeta - Lurkizaga - Resurrección María de Azkue 12 (conexión con Kbus-Línea1) - Ansio (Av. Euskadi Et.) - Retuerto (Av. Euskadi Et.) (conexión con Kbus-Línea1) - Ametzaga - Polideportivo de Gorostiza Kiroldegia - Ureta 8 - Ureta 29 - Olarte (Colegio El Regato Ikastetxea) - Anbia 3 (Iglesia) - Anbia 10 - Urkullu |

### Línea 3 Kadagua-Kastresana

#### Paradas
| - Línea 3: Kadagua-Kastresana (ida) - Kadagua 6 - La Constancia 13 - La Constancia (Basatxu) - La Paz 1 (Basatxu) - Hospital (Horacio Etxebarrieta) (Conexión con Metro de Bilbao-L-2 y Kbus-Línea1) - Munoa 22 (conexión con Kbus-Línea1) - Zubileta 12 - Zubileta 24 - Zubileta 27 - Zubileta 47 - Zubileta 50 - Zubileta 56 - Zubileta 64 - Kastrexana (conexión con Renfe Cercanías Bilbao-Línea C-4) | - Línea 3: Kadagua-Kastresana (vuelta) - Kastrexana (conexión con Renfe Cercanías Bilbao-Línea C-4) - Zubileta 64 - Zubileta 56 - Zubileta 50 - Zubileta 47 - Zubileta 27 - Zubileta 24 - Zubileta 12 - Munoa 22 (conexión con Kbus-Línea1) - Hospital (Horacio Etxebarrieta) (Conexión con Metro de Bilbao-L-2 y Kbus-Línea1) - La Paz 1 (Basatxu) - La Constancia (Basatxu) - La Constancia 13 - Kadagua 6 |

## Horarios y frecuencias
| Dirección                 | Días laborables                  | Frecuencia | Sábados                          | Frecuencia | Festivos                         | Frecuencia |
| ------------------------- | -------------------------------- | ---------- | -------------------------------- | ---------- | -------------------------------- | ---------- |
| Línea 1: hacia Lutxana    | De 6:40 a 22:40                  | 20 min     | De 7:00 a 23:00                  | 30 min     | De 7:00 a 23:00                  | 30 min     |
| Línea 1: hacia Desierto   | De 6:45 a 22:45                  | 20 min     | De 7:15 a 23:15                  | 30 min     | De 7:10 a 23:15                  | 30 min     |
| Línea 2: hacia Lasesarre  | De 6:40, 7:30 a 21:30, 22:40     | 1 h        | De 6:40, 7:30 a 22:30, 23:20     | 1 h        | De 7:30 a 21:30, 22:40           | 1 hora     |
| Línea 2: hacia El Regato  | De 7 a 21:00, 22:20              | 1 h        | De 7:00 a 23:00                  | 1 h        | De 7:00 a 21:00, 22:20           | 1 h        |
| Línea 3: hacia Kastrexana | De 7:45 a 9:45 De 14:45 a 17:45  | 1 h        | De 7:45 a 9:45 De 14:45 a 17:45  | 1 h        | De 7:45 a 9:45 De 14:45 a 17:45  | 1 h        |
| Línea 3: hacia Kadagua    | De 8:10 a 10:15 De 15:15 a 18:15 | 1 h        | De 8:10 a 10:15 De 15:15 a 18:15 | 1 h        | De 8:10 a 10:15 De 15:15 a 18:15 | 1 h        |

### Servicios especiales
El primer sábado de junio la frecuencia de la línea 2 se amplia a 30 minutos debido a la feria tradicional del Fiesta de la Cereza en El Regato.

## Tarifas y billetes
| Tipo de billete   | Coste           |
| ----------------- | --------------- |
| Billete ordinario | 1,27 €          |
| Barik             | 0,67 €          |
| Gizatrans         | 0,30 €          |
| Hirukotrans       | 0,54 € / 0,34 € |

## Autobuses

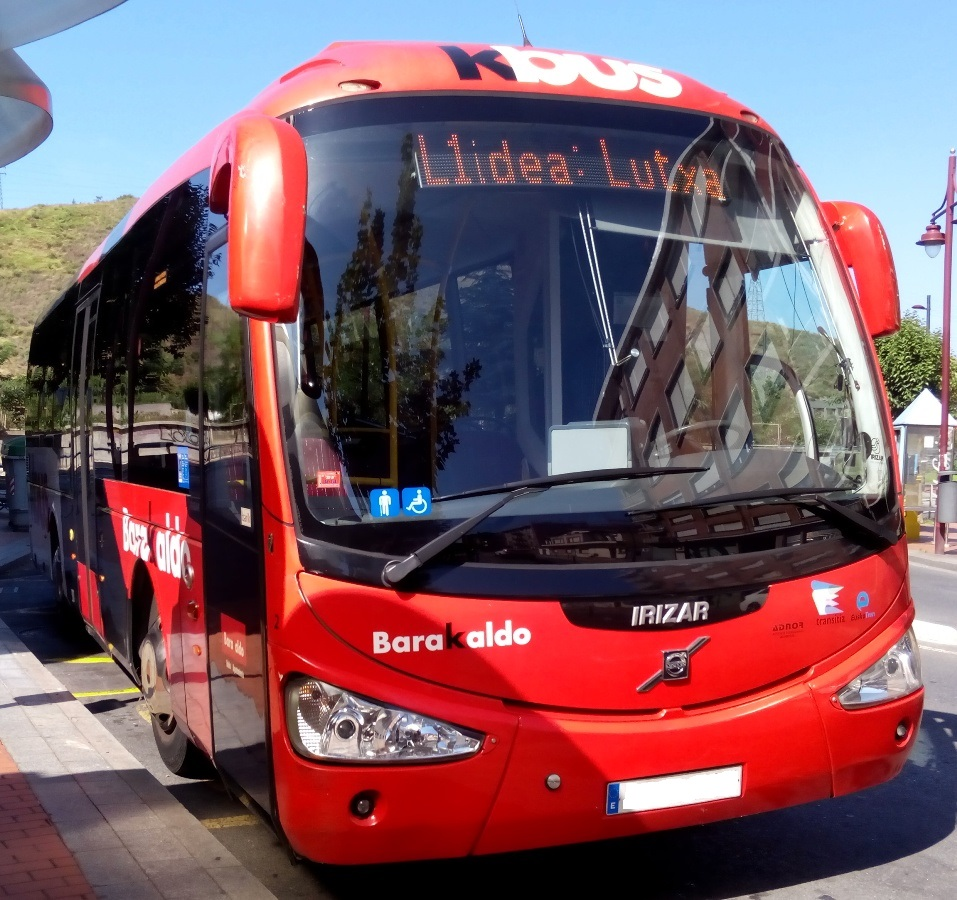
Uno de los autobuses Irizar que se emplean en el servicio, en la cabecera de la Línea 1 en Lutxana

La realización del servicio se hace con autobuses Irizar modelo i4. 5 de ellos nuevos más 1 de reserva. Disponen de rampa de discapacitados y espacio libre para alojar dos sillas de ruedas.
Poco después de la puesta en funcionamiento del servicio se adquirió un Dennis Dart SLF Unvi Cidade II que circulaba en la Línea 500 (Interurbanos Madrid) que ya estaba dado de baja en dicha línea; y en 2014 se comenzó a utilizar un Irisbus Heuliez GX127L que pertenecía a la concesión del Torrebús de Torrelavega que tres meses después fue devuelto a Torrelavega.
Para la línea 2 se adquirió otro autobús de 12 metros de largo y uno más pequeño de repuesto.
En 2020 tras la aprobación del nuevo contrato del Kbus y la ampliación del servicio con una tercera línea, se decidió dotar a la flota de nueva tecnología de autobuses. Los cambios en las 2 líneas más la puesta en marcha de la línea 3 (probablemente en 2021), llevaron a la compra de más de una decena de nuevos autobuses, todos ellos dotados de piso bajo y de tecnología híbrida. Es Solaris a través de sus modelos Urbino IV 12 Hybrid y Alpino 8.9 Electric quién se ha hecho con la nueva generación del Kbus.
Los cambios también llegan a la decoración de la carrocería donde la característica K que representa la marca de la ciudad fabril, pasa de ser negra a verde símbolo de los nuevos autobuses más ecológicos. Los autobuses Urbino serán destinados a las líneas 1 y 2, frente al eléctrico que será destinado a la línea 3 por ser una línea de atención a las zonas rurales de Baracaldo ya que el autobús es más pequeño.
Con esto Kbus se consolida como transporte urbano en Baracaldo, pasando de ser un transporte provisional a la llegada del tranvía con una duración estimada de no más de 5 años, a un servicio consolidado que hace su primera gran reforma de flota al momento de cumplir 10 años de servicio; además de ser la primera ciudad de Euskadi en tener todas su flota híbrido-eléctrica.